# Parque natural nacional de Meotida
El parque natural nacional de Meotida (en ucraniano: Меотида національний природний парк) cubre un tramo de costa y estuarios interiores y tierras costeras, en el borde norte del Mar de Azov en Ucrania. La administración del parque en sí se ha visto interrumpida por las hostilidades en la zona. Anteriormente, las regiones protegidas del parque albergaban importantes poblaciones de aves acuáticas migratorias y más de 100 especies de aves que anidan. El estado actual de la vida silvestre (a partir de 2018) depende de los diferentes niveles de actividad militar en el parque. Administrativamente, el parque abarca varias reservas naturales subsidiarias y tierras estatales, que conservan su antiguo estatus legal. El parque lleva el nombre de los meotes, un pueblo antiguo que vivía en las costas del Azov; los nombres antiguos para el propio Mar de Azov incluían el lago Maeotis y el mar Maeotian. El parque se encuentra situado en varios distrito administrativo (raión), incluidos Nikolske, Novoazovsk y Manhush todos ellos situados en el óblast de Donestsk.

## Topografía

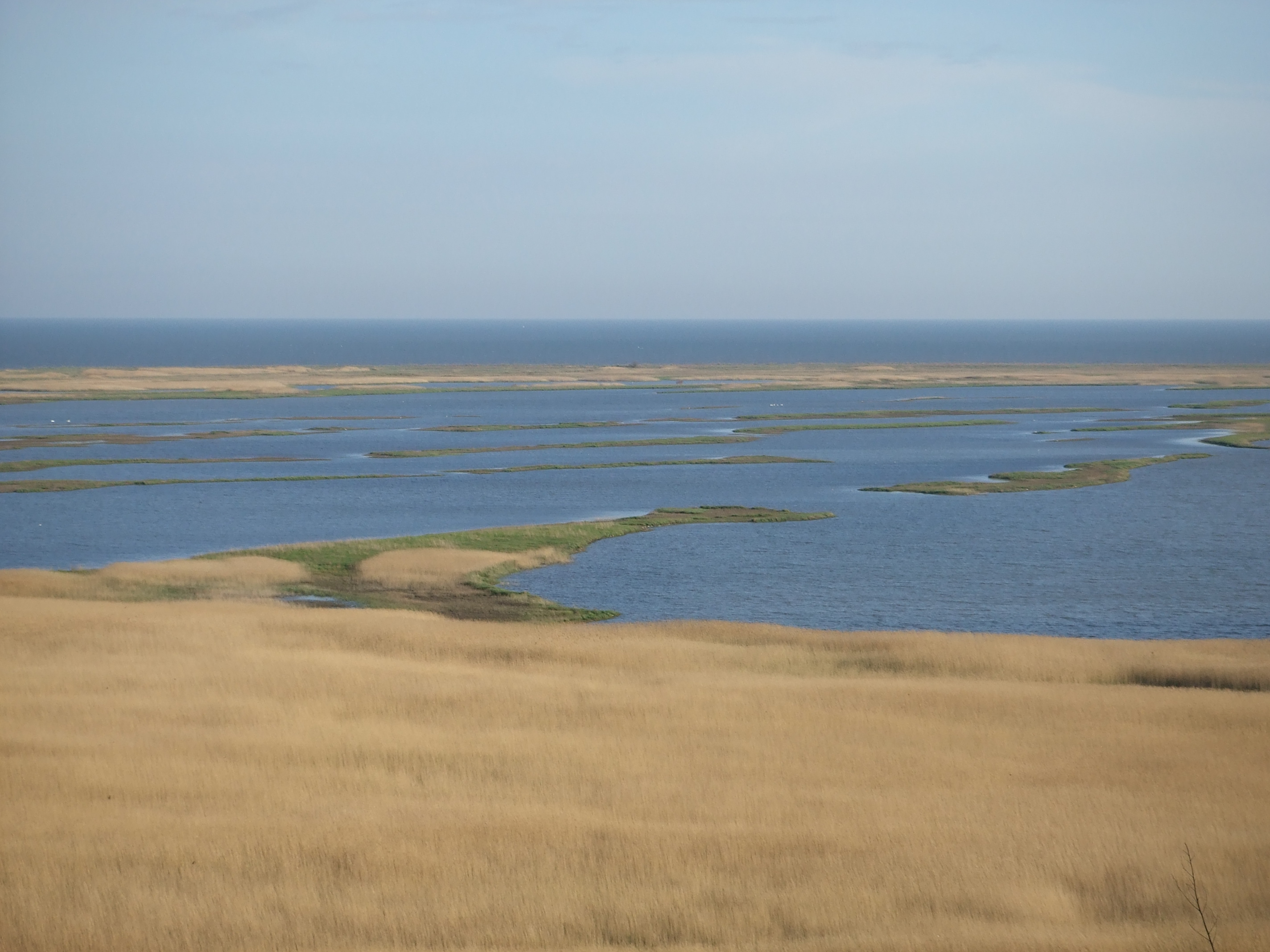
Entre sus hábitat se encuentran las llanuras costeras y los estuarios de salinidad variable.

El parque nacional de Meotyda se creó el 25 de diciembre de 2009, con el objetivo de proteger una serie de reservas naturales más pequeñas, tierras estatales y monumentos culturales a lo largo de la costa norte del Mar de Azov, en la esquina suroeste del Óblast de Donetsk. El parque está situado muy cerca de la ciudad costera de Mariúpol, y a unas 80 millas al sur de la capital regional de Donetsk y a 40 millas al oeste de la frontera con Rusia. Los propios hábitats del área muestran una gran diversidad: estepa, llanura costera, pantanos de llanura aluvial, estuarios de salinidad variable, lenguas, penínsulas, islas de concha arenosa, dunas y lagunas salinas. Las dos secciones costeras principales para las aves son Belosariaiskka Spit en el oeste y la bahía de Kryva y Kryva Spit en el este.

## Clima y ecorregión
La designación climática oficial para el área del parque es Clima continental húmedo, con veranos cálidos (clasificación climática de Köppen (Dfb)), con grandes diferencias estacionales de temperatura y un verano caluroso (al menos un mes con un promedio de más de 22 °C (71,6 °F), y templado inviernos. En Meotyda, la precipitación promedia 350 mm/año. La temperatura del agua oscila hasta un promedio de 27,5 °C (81,5 °F) en julio.
Meotyda se encuentra en la ecorregión de la estepa póntica, una región que cubre una extensión de pastizales que se extiende desde la costa norte del Mar Negro hasta el oeste de Kazajistán.

## Flora y fauna
En el parque de Meotida se protegen grupos vegetales típicos y únicos de la franja costera del Mar de Azov. La flora incluye 640 especies, incluidas más de 40 especies endémicas de la zona. Se han identificado 49 formaciones de vegetación de solonchak, estepa, palustre, acuática, arenosa y sinantrópica. El Libro rojo de Ucrania enumera 15 especies de flora presentes en la zona.
Se han avistado más de 250 especies de aves. La mayoría de ellas son hidrófilas. Cerca de 100 especies de aves anidan en el parque. Además en el parque hay más de 47 especies de mamíferos, siete especies de reptiles, 79 especies de peces y 1500 especies de insectos.

## Estatus actual
A partir de 2018, las secciones orientales del parque se perdieron bajo el control administrativo del parque debido a los combates separatistas en el área. Los efectos sobre las poblaciones vulnerables de aves y vida silvestre no están claros. El director del parque informó que el aumento de los patrullajes militares en la costa de las secciones retenidas (oeste) ha aumentado la seguridad para las aves que anidan, ya que ha reducido la presión de personas y perros.